# Al-Hawijja
Al-Hawijja (arab. الحويه) – miasto w zachodniej Arabii Saudyjskiej, w prowincji Mekka. Według spisu ludności na rok 2010 liczyło 148 151 mieszkańców.